# Thibaudia
Thibaudia är ett släkte av ljungväxter. Thibaudia ingår i familjen ljungväxter.

## Bildgalleri

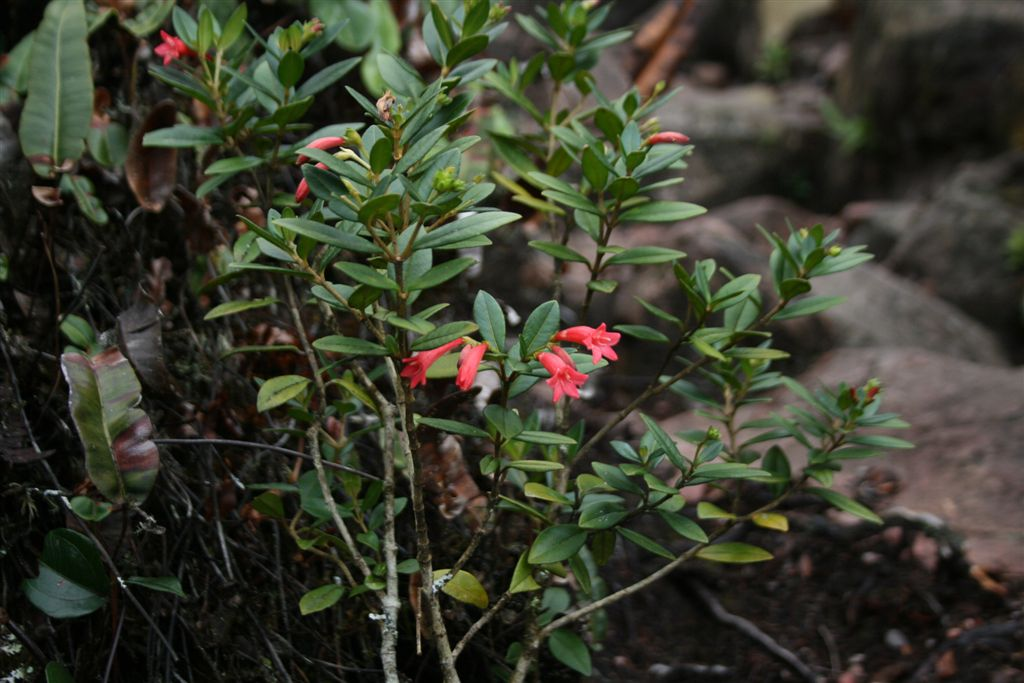

## Dottertaxa tillThibaudia, i alfabetisk ordning[1]
- Thibaudia acacioides
- Thibaudia albiflora
- Thibaudia andrei
- Thibaudia angustifolia
- Thibaudia anomala
- Thibaudia apophysata
- Thibaudia archeri
- Thibaudia aurantia
- Thibaudia axillaris
- Thibaudia biflora
- Thibaudia breweri
- Thibaudia cardiophylla
- Thibaudia carrenoi
- Thibaudia caulialata
- Thibaudia clivalis
- Thibaudia costaricensis
- Thibaudia crenulata
- Thibaudia croatii
- Thibaudia cupatensis
- Thibaudia densiflora
- Thibaudia diphylla
- Thibaudia dolichandra
- Thibaudia dudleyi
- Thibaudia engleriana
- Thibaudia falconensis
- Thibaudia fallax
- Thibaudia floribunda
- Thibaudia foreroi
- Thibaudia formosa
- Thibaudia glandulifera
- Thibaudia grantii
- Thibaudia gunnarii
- Thibaudia harlingii
- Thibaudia harmsiana
- Thibaudia herrerae
- Thibaudia inflata
- Thibaudia insignis
- Thibaudia involucrata
- Thibaudia jahnii
- Thibaudia jörgensenii
- Thibaudia lateriflora
- Thibaudia litensis
- Thibaudia longipes
- Thibaudia lugoi
- Thibaudia macrocalyx
- Thibaudia martiniana
- Thibaudia mellifera
- Thibaudia moricandii
- Thibaudia mundula
- Thibaudia nutans
- Thibaudia obovata
- Thibaudia ovalifolia
- Thibaudia pachyantha
- Thibaudia pachypoda
- Thibaudia paniculata
- Thibaudia parvifolia
- Thibaudia pennellii
- Thibaudia phyllireifolia
- Thibaudia rauhii
- Thibaudia regularis
- Thibaudia retusifolia
- Thibaudia rigidiflora
- Thibaudia sessiliflora
- Thibaudia smithiana
- Thibaudia spathulata
- Thibaudia steyermarkii
- Thibaudia tomentosa
- Thibaudia truncata
- Thibaudia uniflora
- Thibaudia urbaniana
- Thibaudia yungensis